# GOTH 斷掌事件
《GOTH 斷掌事件》是日本小說家乙一的小說。獲得第3屆「本格MYSTERY大賞」。之後改編為漫畫及真人版電影。

## 出版資訊
單行本全2冊（文庫版）。
1.《GOTH斷掌事件 夜之章》（收錄「黑暗系」「狗」「記憶」）

角川文庫：ISBN 4-04-425304-8
2.《GOTH斷掌事件 我之章》（收錄「斷掌事件」「土」「聲音」）

角川文庫:ISBN 4-04-425305-6

## 故事
高中生的「我」和森野夜對人持有的陰暗面強烈地吸引。那樣的二人，帶出6件獵奇性事件。

### 「暗黑系 Goth」
撿到與最近發生的連續殺人事件有關係的筆記本的森野夜，向「我」現出那個筆記本。在那上面寫著還沒被發現的屍體的放置地方，二人決定找出屍體。

### 「斷掌事件 Wristcut」
發生了不論動物、男女老少只切斷手拿走這樣的事件。能指定那個犯人的「我」，實行了某個計劃。

### 「狗 Dog」
在街道里發生狗被連續領走事件。「我」追到犯人的罪行現場。

### 「記憶 Twins」
「我」和森野夜，在她為治愈失眠而買東西歸途，聽她說起關于她失眠原因的過去的事件。

### 「土 Grave」
有將活人放入棺材埋葬的癖好的男人—佐伯，找到了第二名犧牲者。

### 「聲音 Voice」
廢病房樓發生了的女性慘殺事件。那個受害者的妹妹，被那個事件的犯人自報姓名的少年交付一盒錄音帶。

## 登場人物
神山 樹
也就是「我」，被人持有的陰暗面強烈地吸引。收集刊載獵奇殺人事件的報紙的剪貼，對殺人者抱有興趣。在學校、家庭等平常生活中，隱藏自己的特異性，普通生活著。不過，某日被搭話的森野夜看穿了之後，和她一起時不再隱藏自己。有一個妹妹。
森野 夜
烏黑長髪雪白肌膚的少女。眼角有一顆淚痣、手腕上有被刀切割的痕跡。和「我」同樣被人的陰暗面強烈地吸引。經常面無表情。

## 漫画
以「斷掌事件」「黑暗系」「土」「記憶」的順序收錄，「狗」沒被漫畫化。「記憶」以組合原作「記憶」和「聲音」展開故事。

## 電影
2007年7月27日攝影開始，8月18日結束（撮影期21日）。攝影結束後，前製片人山田俊輔被證明用假報告從角川映畫詐取電影版權後逃跑，製作中斷。2008年5月23日在前製片人失蹤狀態下完成製作。2008年12月20日在日本上映。

### 演員
- 神山樹：本鄉奏多
- 森野夜：高梨臨
- 間宮（喫茶店の常連客）：松尾敏伸
- 神山櫻（樹の妹）：柳生みゆ
- 秋元（喫茶店の常連客）：山中聰
- 杉浦（喫茶店の常連客）：鳥肌実
- 君塚（喫茶店の常連客）：夏生ゆうな
- （喫茶店の常連客）：中田圭
- 喫茶店の店主：長塚圭史

### 製作
- 原作：乙一
- 導演・編劇：高橋玄
- 作劇：柏田道夫、高橋玄、堀田尚志、齊藤翠、Gram
- 撮影：釘宮慎治
- 照明：田邊浩
- 録音：岩丸恒
- 美術：安宅紀史
- 編集：矢船陽介
- 音楽：村上純
- 助監督：崎田憲一
- 制作担当：新井聰
- 製作人：上野境介
- 製作：大橋孝史

### 外部連結
- 電影版官方網站